# スカイ・フォース
『スカイ・フォース』（原題：Sky Force）は、2012年公開のアニメ映画。

## 声の出演
- デヴィッド・マッキニー
- デイヴ・ブリッジス